# Heidi Kang
Heidrun Kang, geb. Heidrun Sundermann (* 28. März 1939 in Bielefeld, Deutschland) ist eine deutsch-südkoreanische Philologin, Übersetzerin, Herausgeberin und Hochschullehrerin, die sich besonders um die Verbreitung südkoreanischer Literatur im deutschen Sprachgebiet verdient gemacht hat. Sie ist seit 2002 Ehrenbürgerin von Seoul, erhielt 2006 das Bundesverdienstkreuz am Bande und im Jahr 2010 den Mirok-Li-Preis der Deutsch-Koreanischen Gesellschaft.

## Leben
Heidi Kang erwarb die Allgemeine Hochschulreife (Abitur) im Jahr 1958 im Bavink-Gymnasium zu Bielefeld (heute Gymnasium am Waldhof). Sie studierte Deutsch, Englisch und Französisch für das Lehramt und machte ihren Magister Artium im Jahr 1962 an der Ludwig-Maximilians-Universität in München. Mit ihrem Mann Prof. Kang Bingou zog sie 1963 um nach Seoul. Zu ihren Aufgaben gehörte ab 1977 die Leitung der Deutschen Schule Seoul. Dann folgten ab 1983 Positionen als Lektorin, zuletzt als Professorin für Deutsche Sprache an der Hankuk University for Foreign Studies (HUFS) in Seoul.
Auf der 57. Frankfurter Buchmesse von 2005 war Südkorea Gastland, und Heidi Kang gab einige Interviews.
Beim Aufbau des Alumni-Netzwerks Deutschland-Korea (ADeKo) ab 2008, das Koreaner vereint, die in Deutschland studiert haben, wirkte sie als stellvertretende Vorstandsvorsitzende mit. Ferner war sie Chief Executive Officer der STAR Korea AG, einem Unternehmen der STAR Group (IT- und Medienbranche) mit Hauptsitz in der Schweiz, und Vorstandsmitglied der Koreanisch-Deutschen Gesellschaft e. V. (KDG) in Seoul.
Als Übersetzerin arbeitet sie viel mit der 20 Jahre jüngeren Südkoreanerin Ahn So-hyun zusammen. Eine solche Zusammenarbeit zweier Native Speaker der Quell- und der Zielsprache ist bei Übersetzungen vom Koreanischen ins Deutsche häufig anzutreffen.

## Werke und Übersetzungen
- Ein Weg für unser Volk - Betrachtungen zum sozialen Wiederaufbau, von Park Chung Hee, Dong-A Verlag, Seudaimun-Ku, Seoul 1964.
- Meine koreanische Familie, von Heidi Kang, Merian Mai 1988, Heft Nr. 5, Jg. 41, S. 70–72
- Die Koreaner, von John H. T. Harvey. Übersetzt von Heidi Kang, Copyright Korean Overseas Information Service, Seoul 1993, ISBN 89-7375-203-0
- Wind und Wasser, von Kim Won-il. Übersetzt von Heidi Kang und Ahn So-hyun, mit einem Nachwort von Heidi Kang, bei Pendragon, Bielefeld 1998, ISBN 3-929096-56-0
- Am Ende der Zeit. Herausgegeben von Helga Picht und Heidi Kang, bei Pendragon, Bielefeld 1999, ISBN 3-929096-84-6
- Der entstellte Held, von Yi Mun-yol. Übersetzt von Kim Hi-youl und Heidi Kang, mit einem Nachwort von Heidi Kang, bei Pendragon, Bielefeld 1999, ISBN 3-929096-73-0
- Menschen aus dem Norden, Menschen aus dem Süden, von Lee Ho-chol. Übersetzt von Ahn In-kyoung und Heidi Kang, mit einem Nachwort von Heidi Kang, bei Pendragon, Bielefeld 2002, ISBN 3-934872-23-9
- Ein ganz einfaches gepunktetes Kleid. Herausgegeben von Ahn So-hyun und Heidi Kang, bei Pendragon, Bielefeld 2004, ISBN 3-934872-57-3
- Die Sympathie der Goldfische, von Lee Chang-dong. Übersetzt von Heidi Kang und Ahn So-hyun, enthalten in Die Sympathie der Goldfische, herausgegeben von Friedhelm Bertulies, bei Suhrkamp Verlag, Frankfurt (M) 2005, ISBN 3-518-41719-3
- Dokkaebi - Korean Motifs/Koreanische Motive, von Ahn Sang-soo. Englische Übersetzung von Brian Berry, deutsche Übersetzung von Heidi Kang, bei Ernst Wasmuth Verlag, Tübingen 2005, ISBN 3-8030-0657-0
- Schwertgesang, von Kim Hoon. Übersetzt von Heidi Kang und Ahn So-hyun, bei Edition Delta, Stuttgart 2008, ISBN 978-3-927648-22-7
- Koreas Holzkunsthandwerk, von Son Young-hak. Übersetzt von Heidi Kang, bei LIT Verlag, Berlin 2008, ISBN 978-3-8258-0770-2
- Kirchenarchitekt Alwin Schmid, von Jung-Shin Kim. Übersetzt von Eunjeoung Gross und Heidi Kang, bei EOS-Verlag, Sankt Ottilien 2016, ISBN 978-3830678052